# Carlos Schneeberger
Carlos Alberto Schneberger Lemp (21 de juny de 1902 - 1 d'octubre de 1973) fou un futbolista xilè.

## Selecció de Xile
Va formar part de l'equip xilè a la Copa del Món de 1930.